# Age of Empires II: The Age of Kings
Age of Empires II: The Age of Kings (abreviado AoE2 o AOK) es un videojuego de estrategia en tiempo real para computadoras personales, fue desarrollado por Ensemble Studios y distribuido por Microsoft Game Studios para los sistemas operativos Windows, Mac OS X y Konami para PlayStation 2. Fue lanzado en el 30 de septiembre de 1999 y es el segundo título que compone la serie Age of Empires.
El juego está ambientado en la Edad Media, justo tras la caída del Imperio romano de Occidente y la toma/saqueo de Roma por los visigodos y los vándalos, hasta el Renacimiento. El jugador puede optar entre 13 civilizaciones que existieron en aquel período histórico, y debe encaminarlas para formar un vasto imperio y vencer a sus enemigos. El juego ofrece la posibilidad de jugar contra el ordenador, en LAN o contra otras personas en línea, con un máximo de 8 jugadores por partida.
Age of Empires II: The Age of Kings fue desarrollado por la subsidiaria de Microsoft Ensemble Studios bajo la dirección de Bruce Shelley, diseñador de Age of Empires y colaborador en el diseño del juego de estrategia Civilization. Su motor gráfico es conocido como Genie Engine, el cual es utilizado también en el título Star Wars: Galactic Battlegrounds.
Tras su éxito comercial, el 24 de agosto de 2000 se lanzó una secuela directa de expansión conocida como Age of Empires II: The Conquerors, en donde se agregan mejoras al juego, incluyendo 5 nuevas civilizaciones más, 4 nuevas campañas, nuevos mapas, un aumento de población, etc. El 10 de abril de 2013 se lanzó una remasterización y la segunda versión del juego que se llama Age of Empires II: HD Edition, que incluye todo el contenido del Age of Empires II: The Age of Kings y su expansión Age of Empires II: The Conquerors, pero con algunas novedades extras como gráficos en HD, Steam Workshop, Steam Cloud, logros, cromos en Steam, soporte para el multijugador, etc. Una segunda secuela directa de expansión conocida como Age of Empires II: The Forgotten fue lanzada el 7 de noviembre de 2013 la cual agregan mejoras al juego, incluyendo 5 nuevas civilizaciones más, 7 nuevas campañas, nuevos mapas, un nuevo aumento de población, etc. El 5 de noviembre de 2015 se lanzó una tercera expansión denominada Age of Empires II: The African Kingdoms, en que el juego se expande al continente africano, agregando 4 nuevas civilizaciones, 4 nuevas campañas, nuevas unidades, nuevas tecnologías, etc. El 19 de diciembre de 2016 se lanzó una cuarta expansión ambientada en el Sudeste Asiático, titulada Age of Empires II: Rise of the Rajas, que introdujo 4 nuevas civilizaciones, 4 nuevas campañas, nuevos mapas, nuevas unidades, mejoras en la IA, etc. El 14 de noviembre de 2019 se lanzó la remasterización definitiva y la tercera versión del juego que se llama Age of Empires II: Definitive Edition, que agrega todo el contenido del Age of Empires II: HD Edition y todas sus expansiones, e introdujo muchas novedades nuevas y de serie la expansión The Last Khans que agrega 4 nuevas civilizaciones, 4 nuevas campañas (una de ellas no es de la expansión pero igual es del Definitive Edition), etc. El 26 de enero de 2021 lanzaron la sexta expansión en total y la primera expansión de pago del Age of Empires II: Definitive Edition que se llama Age of Empires II: Definitive Edition - Lords of the West, que agrega 2 nuevas civilizaciones, 3 nuevas campañas, etc. El 10 de agosto de 2021 se lanzó la séptima expansión en total y la segunda expansión de pago del Age of Empires II: Definitive Edition llamado Age of Empires II: Definitive Edition - Dawn of the Dukes, que incluye 2 nuevas civilizaciones, 3 nuevas campañas, etc. Tuvo también una variedad de versiones «alternas», que aparecieron en las videoconsolas Nintendo DS y PlayStation 2, así como adaptaciones en algunos teléfonos móviles.

## Antecedentes

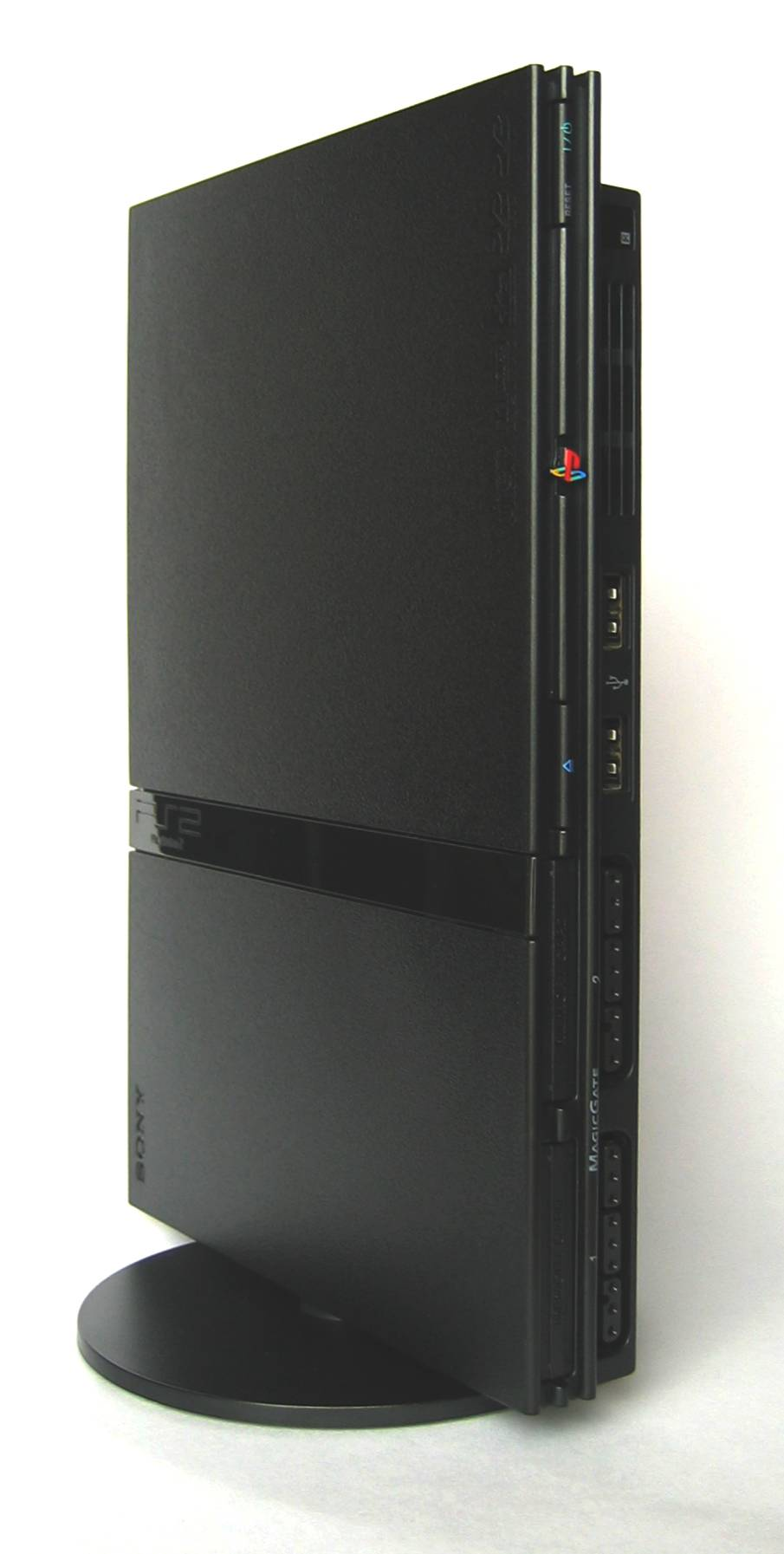
Consola PlayStation 2, plataforma para la que se diseñó también Age of Empires II.

### Desarrollo
Dos años después del lanzamiento de Age of Empires, Ensemble Studios emprendió el desarrollo de su secuela. El desarrollo del juego estuvo bajo la dirección de Bruce Shelley, diseñador de Age of Empires y colaborador en el diseño de Civilization y Railroad Tycoon. Trabajó con un grupo de diseñadores y programadores; los principales fueron Greg Street (biólogo marino), Angelo Laudon e Ian Fischer (Armada de los Estados Unidos), los cuales le ayudaron después a desarrollar también el Age of Mythology.
En el juego se introdujeron mejoras en comparación con el original de Age of Empires. En Age of Empires II: The Age of Kings se incluyó un gran número de tecnologías y formaciones de combate: proteger, mover, atacar, formación de tropas, patrullar determinados lugares y guarnición de edificios. También se agregaron nuevas condiciones de victoria en el juego tales como guarecer todas las reliquias en el mapa, y nuevos tipos de partida, como la regicida.
En este título se utilizó el mismo motor gráfico de Age of Empires. El motor fue desarrollado por Ensemble Studios y se le conoce con el nombre Genie Engine. Este motor es utilizado para la creación de juegos de estrategia en tiempo real. Star Wars: Galactic Battlegrounds ha sido uno de los títulos que ha aprovechado el mismo motor de Age of Empires II, incluso la interfaz gráfica es muy parecida, con la diferencia de que el otro juego está ambientado en un entorno futurista espacial.

### Publicación
La versión para PC de Age of Empires II fue publicada el 17 de septiembre de 1999 en los Estados Unidos, el 30 de septiembre de 1999 en Europa y el 16 de noviembre de 2006 en Australia. La versión desarrollada para consola PlayStation 2 fue puesta a la venta el 2 de noviembre de 2001 en los Estados Unidos y el 14 de febrero de 2002 en Japón. Por su parte, la versión para la consola portátil Nintendo DS fue estrenada el 14 de febrero de 2006 en los Estados Unidos, el 29 de septiembre de 2006 en Europa y el 16 de noviembre de 2006 en Australia.

## Modos de juego
El jugador toma el control de una aldea o ciudad perteneciente a una determinada civilización y la guía a través de 4 edades: Alta Edad Media, Edad Feudal, Edad de los Castillos y Edad Imperial. Cada edad brinda mejoras a la civilización, ya que hace que diversas unidades, edificios y tecnologías estén disponibles para su uso. Para avanzar de una edad a la siguiente es necesario construir algunos edificios y pagar recursos económicos. En la Edad Imperial, que es una reminiscencia de los primeros años del Renacimiento, todo el árbol de tecnologías está disponible para la civilización.
Con respecto a su predecesor, Age of Empires II: The Age of Kings incluye algunas innovaciones. Además de las nuevas civilizaciones, unidades, tecnologías y edificios, destacan algunas opciones para el control de los ejércitos, como las formaciones, que permiten maniobrarlos de manera más ordenada. Otra novedad fueron ciertas características de combate, con las cuales se puede ordenar a una unidad o grupo militar patrullar un área, proteger a otra unidad o edificio o seguir a otra unidad. Además de esto están las posiciones de combate, para decidir la forma que responde una unidad ante cierta situación. Así, puede establecerse que una unidad ataca siempre al enemigo o que lo haga sin moverse de su posición, incluso no atacar bajo ninguna circunstancia.

### Un jugador

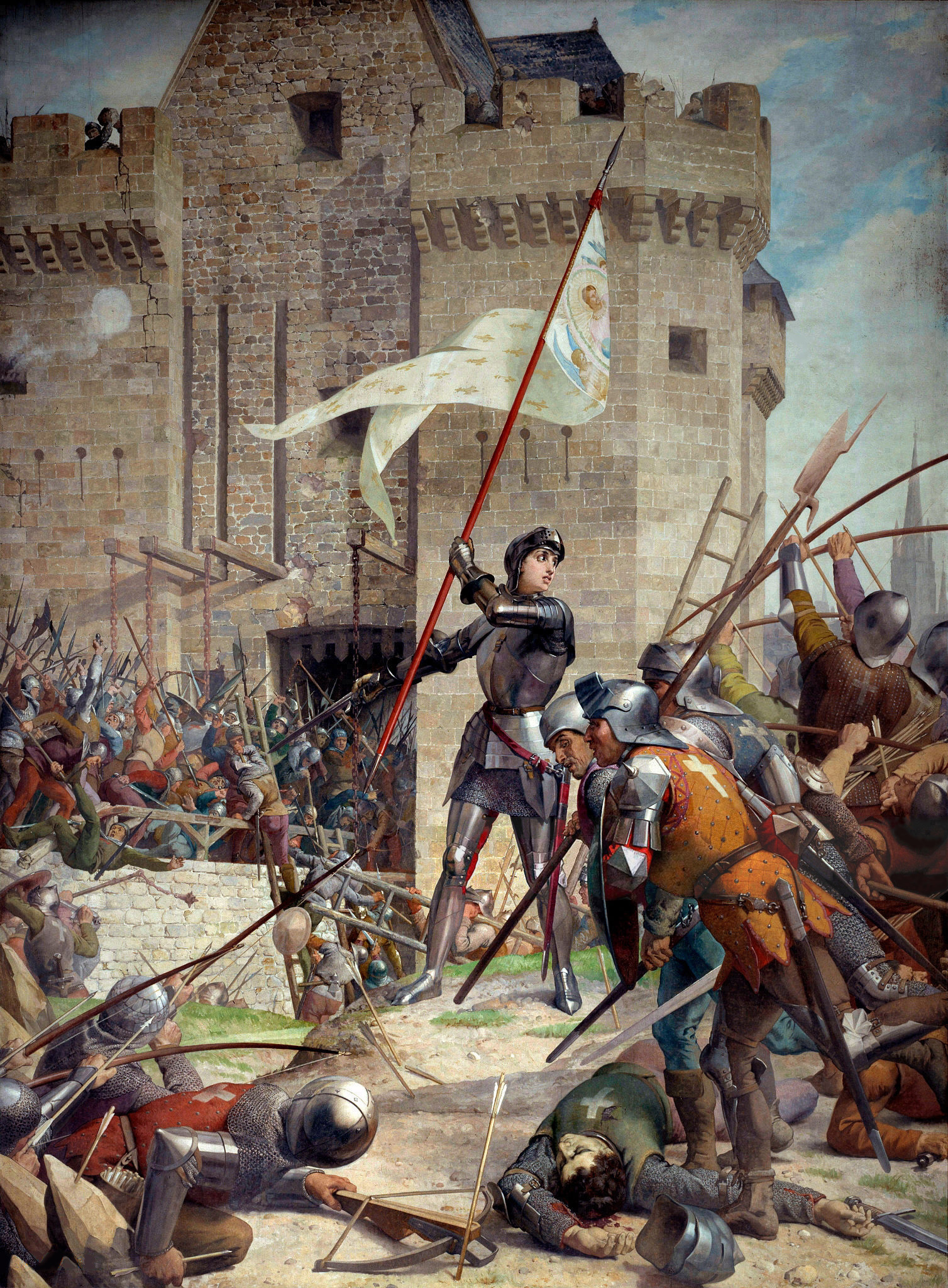
Juana de Arco en el asedio a Orleans, uno de los acontecimientos representados en el videojuego.

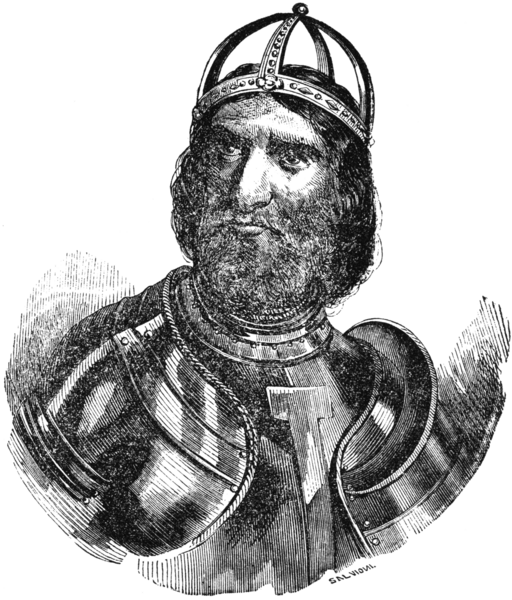
Federico I Barbarroja, emperador del Sacro Imperio Romano Germánico también protagoniza una campaña.

Es posible que un solo jugador luche contra el ordenador, ya sea en una partida estándar o en una campaña. El juego cuenta con 5 campañas que reflejan un acontecimiento en la historia, como Juana de Arco liderando a los francos durante la guerra de los Cien Años o Gengis Kan como invasor de Eurasia.
Además de las campañas provistas por el juego, también es posible jugar escenarios o campañas personalizados, creados con el editor de escenarios provisto por el juego, las cuales se suelen obtener en diversas páginas web.
Existe también el modo de partida estándar o mapa aleatorio, que enfrenta a un jugador en contra de un determinado número de jugadores de ordenador por el control del mapa. El objetivo habitual en este tipo de juegos es derrotar a los enemigos y obligarlos a rendirse, para lo que se debe matar a todas las unidades enemigas y destruir todos sus edificios, aunque también hay otras condiciones de victoria, como la construcción y posterior protección de una Maravilla, o guarecer todas las reliquias del mapa. Si un jugador conserva su maravilla durante un período determinado o mantiene reunidas todas las reliquias también durante un tiempo, ganará la partida. Adicionalmente existe un tipo de juego llamado "combate total" en el que el jugador comienza con muchos recursos para poder crear grandes ejércitos. Fuera de los recursos adicionales, las condiciones de victoria son las mismas en este tipo de partidas. Otro tipo de partida es la regicida, donde cada jugador comienza con un rey, y el objetivo es matar al rey del enemigo, así como evitar que el rey propio sea eliminado.
Además de las condiciones de victoria, el jugador puede establecer y elegir otros factores como el tamaño y tipo de mapa, el número de jugadores, la velocidad de la partida, permitir o no cambios de equipo, el límite de población, entre otros. Una opción que tiene es grabar la partida para poder verla posteriormente. Durante la partida, también tiene la opción de guardarla para continuarla después.

### Multijugador
Existen cuatro maneras de jugar en el modo multijugador. La primera es la conexión en serie, la cual es una configuración de conexión en que las terminales de los dispositivos se conectan secuencialmente; la segunda es TCP/IP en la red de área local, cuya extensión está limitada físicamente a un edificio o a un entorno de hasta 100 metros aproximadamente; también se puede jugar por TCP/IP por Internet, en la cual un jugador de cualquier lugar del mundo crea la partida y los demás jugadores se unen a ella de cualquier otra parte a través de la dirección IP del jugador que ha creado la partida. Por último, existe la opción de conectarse a través de un módem, marcando el número de teléfono del creador y viceversa, para conectarse el creador y los que se unen. Para jugar en línea se necesita un módem de 56,6 Kbps, como mínimo, o una conexión de banda ancha para mejor desempeño. Para jugar en modo multijugador todos los jugadores deben insertar un CD del juego en la unidad CD rom de su ordenador.
Anteriormente, Microsoft Zone fue un sitio de web popular para las partidas de TCP/IP por Internet, pero este servicio fue retirado el 19 de junio de 2006. Desde entonces, hay otros sitios (como GameSpy), que se han dedicado al soporte multijugador de Age of Empires II.
Actualmente se puede jugar en línea a través de Steam en Age of Empires II: HD Edition y en Steam y en servidores de Windows 10 en la versión definitiva Age of Empires II: Definitive Edition.
En el Age of Empires II: Definitive Edition se puede jugar partidas multijugador multiplataforma de servidores desde Steam con jugadores desde servidores de Windows 10 y viceversa.
Las partidas multijugador también pueden ser guardadas, anteriormente para restaurarlas era precisa la presencia de todos los jugadores originales involucrados en ella, pero actualmente ya no se requiere de los demás jugadores.

## Campañas
Las campañas consisten en una serie de escenarios de dificultad creciente, que representan los principales acontecimientos en la vida de un famoso personaje histórico o una batalla trascendental. El objetivo es cumplir con los objetivos de los escenarios que se van presentando durante la campaña. Las campañas, por lo general, comienzan con una cantidad fija de recursos existentes, edificios y unidades ya creadas, evitando así el laborioso proceso de construcción de una nación de la nada. En el juego se incluyen las siguientes campañas:
- William Wallace: Campaña de aprendizaje: cuenta la lucha de los escoceses contra la invasión inglesa desde unos humildes orígenes. Funciona como tutorial.
  1. Marchar y luchar.
  2. Alimentar al ejército.
  3. Entrenar las tropas.
  4. Desarrollo y tecnología.
  5. La batalla de Stirling.
  6. Forjar una alianza.
  7. La Batalla de Falkirk.
- Juana de Arco: narra el enfrentamiento entre franceses e ingleses en la fase final de la guerra de los Cien Años.
  1. Un improbable Mesías.
  2. La doncella.
  3. La limpieza del Loira.
  4. La ascensión.
  5. El asedio de París.
  6. Un mártir perfecto.
- Saladino: las disputas entre cristianos y musulmanes por el control de Tierra Santa a finales del siglo XII, desde el lado sarraceno.
  1. Un caballero de Arabia.
  2. Señor de Arabia.
  3. Los cuernos de Hattin.
  4. El asedio de Jerusalén.
  5. ¡Jihad!
  6. El león y el demonio.
- Genghis Khan: relata los avatares del pueblo mongol para forjar el imperio de tierra continua más grande de la historia.
  1. Crisol.
  2. Una vida de venganza.
  3. Hacia China.
  4. La horda cabalga hacia el oeste.
  5. La promesa.
  6. Paz mongola.
- Barbarroja: la lucha de Federico Barbarroja, emperador del Sacro Imperio Romano Germánico, por mantener el control de su vasto territorio.
  1. El sacro emperador romano.
  2. Enrique el León.
  3. El Papa y el Antipapa.
  4. La liga lombarda.
  5. La marcha de Barbarroja.
  6. El emperador durmiente.

## Civilizaciones
En Age of Empires II: The Age of Kings, el jugador puede elegir entre 13 civilizaciones. Cada una tiene un perfil diferente, con fortalezas y debilidades propias basadas en el modelo real de las civilizaciones. Cada civilización tiene también una unidad única y guerreros con nombres más o menos históricamente precisos. Las civilizaciones, ordenadas según sus estilos arquitectónicos, son las siguientes:
| Grupo           | Europa Occidental                | Europa Central                   | Medio Oriente                                   | Lejano Oriente                     |
| --------------- | -------------------------------- | -------------------------------- | ----------------------------------------------- | ---------------------------------- |
| Civilizaciones. | - Ingleses. - Celtas. - Francos. | - Godos. - Teutones. - Vikingos. | - Bizantinos. - Persas. - Sarracenos. - Turcos. | - Chinos. - Japoneses. - Mongoles. |

Las civilizaciones también pueden ser clasificadas por su carácter militar y civil, cabe destacar que cada civilización es única en su estilo de juego y posee un árbol tecnológico diferente. En la expansión Age of Empires II: The Conquerors a cada uno de estas civilizaciones se les añadió una tecnología única las cuales son las siguientes:
| Civilización | Especialidades         | Unidades únicas                  | Bonificaciones, tecnologías únicas y bonificación de equipo | Bonificaciones, tecnologías únicas y bonificación de equipo |
| ------------ | ---------------------- | -------------------------------- | --- | --- |
| Bizantinos.  | Defensiva.             | Catafracta.                      | Los piqueros, guerrilleros y camellos cuestan 25% menos. Las catafractas tienen bonificación de ataque contra infantería. Brulotes y Dromones atacan 25% más rápido. Los monjes curan 100% más rápido. | Civilización equilibrada, a medida que avanzas de edad los edificios ganan más puntos de resistencia. Avanzar a la Edad Imperial cuesta 33% menos. Tecnologías de Patrulla y Guardia urbana son gratis.                                                                   |
| Celtas.      | Infantería.            | Invasor de pastos.               | La infantería se mueve 15% más rápido desde la Edad Feudal. Unidades del taller de maquinaria de asedio creadas 20% más rápido. Armas de asedio disparan 25% más rápido. Desarrollo completo en tecnologías de guerreros a pie. | Leñadores trabajan 15% más rápido. Ovejas no se convierten si están en línea de visión de una unidad celtíbera. |
| Chinos.      | Arqueros.              | Chu-ko-nu.                       | Desarrollo tecnológico más económico (a medida que avanzas de edad cuestan menos). Buques de demolición +50% de puntos de resistencia. | Al inicio del juego al jugador se le dan 6 aldeanos en lugar de 3, aunque empiezan con menos alimento y madera. Los centros urbanos proveen más población y línea de visión, Granjas producen 10% más de alimento.                                                        |
| Francos.     | Caballería.            | Lanzador de hachas.              | Los lanzadores de hachas tienen una bonificación de ataque contra edificios. Desarrollo de tecnologías completo de guerreros a caballo y a pie. Jinetes +2 línea de visión. | Tecnologías de mejoras de granjas gratis. Recolectores de Bayas trabajan 15% más rápido. Castillos cuestan 15% menos en la Edad de los Castillos, 25% menos en la Edad Imperial.                                                                                          |
| Godos.       | Infantería.            | Huscarle.                        | Bonificación de ataque de huscarles contra edificios y muy buena armadura antiproyectil (muy resistente a los arqueros y flechas en general) casi todo el árbol tecnológico completo para infantería, muy buena ofensiva (al costo de no poseer murallas). Infantería más barata cada edad y obtiene ataque extra contra edificios. Sus cuarteles trabajan un 20% más rápido. | Aldeanos atacan +5 contra jabalíes y llevan +15 de carne, Animales Cazados dan 20% más de alimento. Aumento de 10 más de población, independientemente del límite poblacional impuesto (solo en la Edad Imperial). Tecnología del telar se puede desarrollar al instante. |
| Ingleses.    | Arqueros.              | Arquero de tiro largo.           | Los arqueros de tiro largo tienen el mayor alcance del juego. Galerías de tiro con arco trabajan 10% más rápido. | Los aldeanos son buenos pastores y trabajan un 25% más rápido. Centros urbanos cuestan 50% menos de madera en la Edad de los Castillos. |
| Japoneses.   | Infantería.            | Samurái.                         | Poseen un árbol tecnológico completo para infantería (que ataca un 33% más rápido), arqueros, y embarcaciones. Los samuráis tienen bonificación de ataque contra todas las unidades únicas. Los Arqueros a Caballo obtienen +2 de ataque contra arqueros (excepto Guerrilleros)                                                                                               | Los campamentos madereros y mineros cuestan un 50% menos. Son los mejores pescadores del juego, a medida que avanzas de edad los barcos pesqueros son más eficientes, resistentes y trabajan más rápido. Galeras con 50% más de línea de visión.                          |
| Mongoles.    | Arqueros a caballo.    | Mangudai.                        | Caballería ligera y Lanceros Esteparios +30% puntos de resistencia. Arqueros a caballo disparan 25% más rápido. Mangudai tiene bonificación de ataque contra armas de asedio. | Los aldeanos recogen el alimento de cacería un 40% más rápido. Desde el comienzo de la partida tu caballería de exploración tiene +2 línea de visión (exploras el mapa con mayor eficacia).                                                                               |
| Persas.      | Caballería.            | Elefante de guerra.              | Todas las tecnologías para la caballería (Incluyendo la mejora única del Savarano, que reemplaza al Paladin) y castillos. El elefante de guerra es fuerte contra todo (pero muy lento y vulnerable a lanceros, piqueros y conversión). Jinetes +2 de ataque contra arqueros.                                                                                                  | Al comenzar una partida, disponen de 50 unidades más de madera y comida. Centros urbanos y muelles tienen el doble de puntos de resistencia y trabajan más rápido a medida que avanzas de edad.                                                                           |
| Sarracenos.  | Naval y de camellos.   | Mameluco.                        | Especialistas en camellos. Mamelucos y camellos tienen +25% puntos de resistencia. Arqueros a pie +3 de ataque contra edificios. Galeras atacan 25% más rápido. | Mercados solo cuestan 75 de madera. Cuota del mercado cuesta solo 5%. Los barcos de transporte tienen doble resistencia y tienen doble capacidad de carga. |
| Teutones.    | Infantería.            | Caballero de la Orden Teutónica. | Infantería y caballería pesada de élite, matacanes y hierbas medicinales gratis. Unidades de cuarteles y establos obtienen armadura cuerpo a cuerpo extra, Centros urbanos tienen el doble de capacidad de guarecer unidades. | Las granjas cuestan un 40% menos. Las torres pueden guarecer 10 aldeanos o militares, cuando lo normal son 5 aldeanos o militares. Los monjes curan unidades 2 veces más lejos. Todas las unidades son más resistentes a la conversión.                                   |
| Turcos.      | Pólvora.               | Jenízaro.                        | Todas las unidades de pólvora (artilleros manuales, jenizaros, galeones artillados (y en élite), cañones de asedio) son más resistentes y las tecnologías relacionadas cuestan 50% menos. Unidades de pólvora creadas un 20% más rápido. Mejoras de Caballería ligera y Husar gratis. Caballería ligera obtiene armadura antiproyectil extra. Química gratis.                 | Los aldeanos recogen oro un 20% más rápido. |
| Vikingos.    | Naval y de infantería. | Berserker y Barco dragón.        | La infantería tiene más puntos de resistencia. Barcos de guerra cuestan menos. Los berserker regeneran sus puntos de impacto. | Los muelles son 15% más baratos. Tecnologías de carretilla y carro de mano son gratis. |

## Unidades
En Age of Empires II: The Age of Kings, el jugador dispone de un amplio abanico de unidades, tanto terrestres como marítimas, que pueden entrenarse y mejorarse en función del nivel de desarrollo alcanzado. No obstante el jugador no puede entrenar unidades de manera continua, ya que el juego establece un límite poblacional que nunca puede ser superado.
Las unidades se clasifican en civiles y militares principalmente, y se pueden adquirir entrenándolas en sus edificios correspondientes siempre a cambio de una cantidad de recursos determinada.

### Unidades civiles
Las unidades civiles se limitan a mantener la economía del imperio.
- Aldeanos: suponen la base económica del imperio. Sus funciones son la recolección y almacenaje de recursos naturales: oro, piedra, madera y alimento; y la construcción y reparación de edificios, e incluso de barcos. Los aldeanos son extremadamente débiles en combate, por ello pueden guarecerse en edificios defensivos si la ciudad está sufriendo un ataque enemigo.

- Pesqueros: se encargan de pescar en el mar y almacenar el alimento en los muelles.

- Barcos de transporte: al igual que los pesqueros no atacan, solo son útiles para transportar unidades terrestres a través del mar.

- Unidades comerciales: son las carretas de mercancías y urcas mercantes marítimas, realizan viajes de ida y vuelta entre ciudades aliadas creando así rutas comerciales y generando oro para el imperio.

### Unidades militares
Las unidades militares se encargan de la defensa del imperio y del ataque sobre imperios enemigos.
- Infantería: unidades a pie que combaten en primera línea de batalla: milicia, hombre de armas, espadachín espada larga, espadachín de mandoble, campeón, lancero, piquero, etc.

- Arqueros: unidades a pie o montadas que lanzan flechas, lanzas o pegan disparos (armas de fuego), pudiendo matar a distancia: arquero, ballestero, arbalestero, guerrillero, guerrillero de élite, artillero manual, etc.

- Caballería: unidades montadas a caballo, camello o elefante que pueden desplazarse a gran velocidad (quitando con elefante): caballería de exploración, caballería ligera, jinete, caballero, paladín, etc.

- Armas de asedio: máquinas generalmente frágiles y poco eficaces en la batalla, pero que son de gran ayuda para derribar edificios: ariete, ariete cubierto, ariete de asedio, catapulta de trayectoria plana, onagro, onagro de asedio, etc.

- Barcos de guerra: unidades que se desplazan por el agua y entablan batallas navales con los enemigos. Algunas de éstas unidades marítimas son: galera, galera de guerra, galeón, brulote, brulote rápido, etc. Algunos como los galeones artillados también son eficaces para destruir edificios.

- Unidades únicas: cada civilización tiene una o dos unidades únicas, generalmente muy poderosa y que en general se entrena en un castillo, y dependiendo de la civilización, puede ser de cualquiera de los tipos de unidades militares antes citadas. Los vikingos tienen dos unidades únicas: los barcos dragón y los berserker.

- Monjes: no pueden luchar, pero forman parte del ejército porque son capaces de sanar unidades propias o aliadas que han sufrido daños. Los monjes cumplen además otras dos funciones: pueden llegar a convertir edificios y unidades enemigas para que cambien de bando, y también pueden recoger y guarecer reliquias, las reliquias guarecidas en los monasterios proporcionan cantidades pequeñas pero constantes de oro y en ciertos modos de juego las reliquias te pueden dar la victoria si guareces todas y la cuenta atrás llega a cero.

- Héroes: son unidades especialmente poderosas que emulan generalmente a personajes históricos de gran relevancia, bien concretos o bien genéricos. En torno a muchos de ellos se desarrollan las diferentes campañas del juego. Su muerte a menudo conlleva la pérdida de una partida. Todos los héroes aparecen en el modo editor, proviniendo algunos de las campañas y siendo otros exclusivos de dicho modo. Estos personajes son: Alexander Nevski, Arqueros de los ojos, Arzobispo, Belisario, Carlomagno, Carlos Martel, Condestable Richemont, duque de Alençon, El Cid, El Príncipe Negro, Emperador en un tonel, Erik el Rojo, Etelfredo, Fraile Tuck, Genghis Khan, Guy Josseline, Harald Hardrade, Honda de Dios, Hrolf el Capataz, Jean Bureau, Jean de Lorena, Juana de Arco, Juana la Doncella, Kitabatake, Kushluk, La Hire, Lobo de caza, Lord de Graville, Maestre del Temple, Mal vecino, Minamoto, Mordred, Ornlu el Lobo, Paladín franco, Reinaldo de Chatillon, Rey Arturo, Ricardo Corazón de León, Robin Hood, Roldán, Saboteador, Señor Bertrand, Señor de Metz, Sha, Sheriff de Nottingham, Sigfrido, Sir Gawain, Sir John Fastolf, Sir Lanzarote, Subotai, Tamerlán, Teodorico el Godo, Vlad Drácula y William Wallace.

### Otras unidades
En Age of Empires II: The Age of Kings también encontramos otro tipo de unidades, generalmente neutrales o que pertenecen al mundo natural o gaia, como animales, árboles, etc.

## Edificios

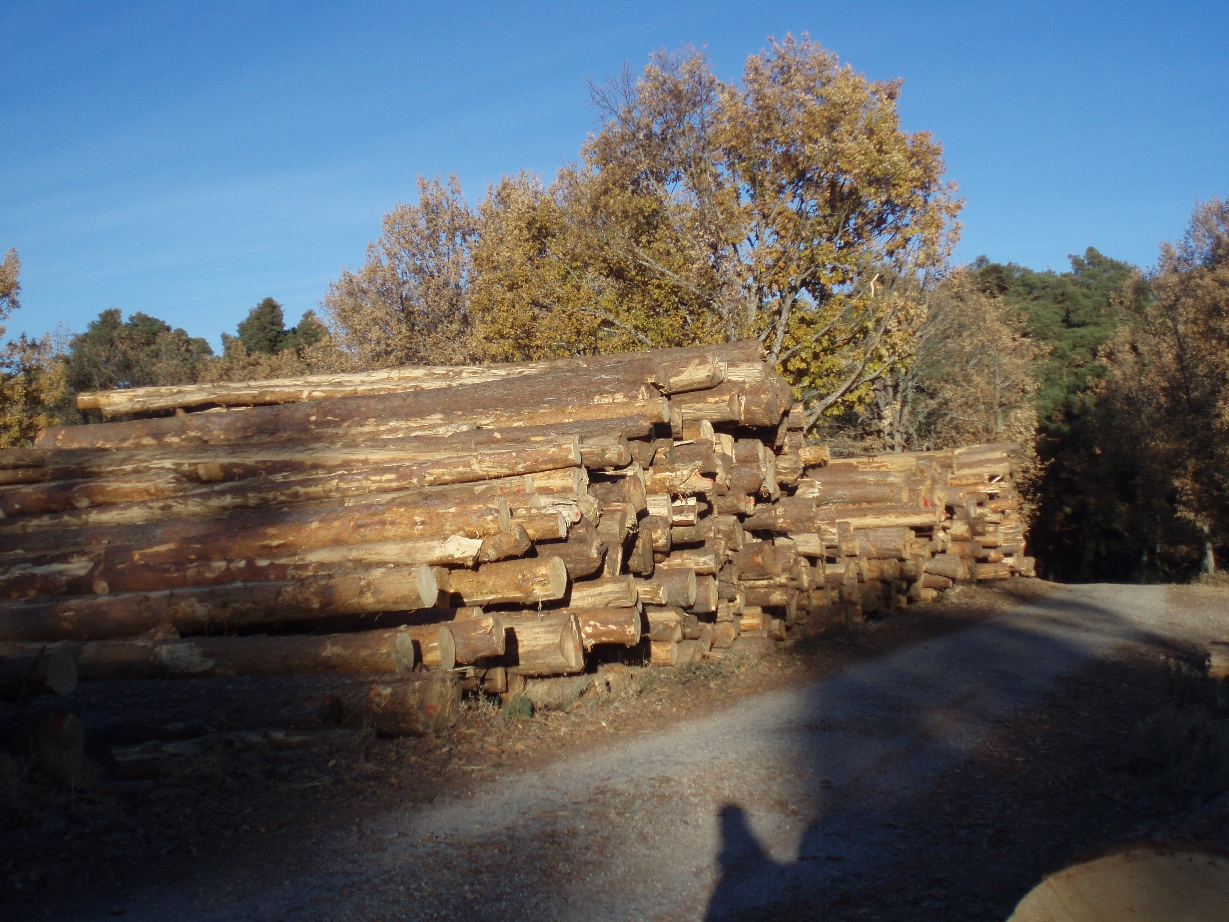
La madera de los bosques es muy usada en el videojuego para la construcción de casas, centros urbanos, maravillas, granjas, etc.

En Age of Empires II: The Age of Kings se construyen edificios para entrenar unidades, acumular recursos, investigar tecnologías, etc. A diferencia de Age of Empires, algunos edificios pueden ahora guarecer aldeanos, unidades militares y maquinaria de guerra.
Los aldeanos son quienes se encargan de construir y reparar edificios pagando unas cantidades específicas de recursos, además de los pesqueros que pueden construir trampas para peces.
A medida que aumenta el desarrollo del imperio, el jugador puede construir más edificios para poder entrenar nuevas unidades, e investigar tecnologías que mejorarán el desarrollo de la civilización.
Los monjes de algunas civilizaciones pueden convertir edificios enemigos para hacerse con su control. En el juego no hay ningún límite con respecto al número de edificaciones. Además, el jugador puede destruir sus propias construcciones que no le sean útiles.

### Maravillas

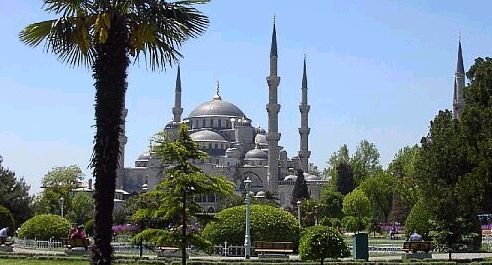
La mezquita Azul en Estambul, una de las maravillas que aparecen en el videojuego.

Las maravillas son enormes estructuras que requieren grandes cantidades de recursos y tiempo para construirlas. Si un jugador construye una maravilla y ésta permanece en pie durante un tiempo determinado, tanto él como sus aliados ganan una partida estándar.
Cada civilización tiene su propia maravilla, que normalmente es una obra arquitectónica famosa de la vida real, en contraposición al original Age of Empires, donde la maravilla de cada civilización se basa en una arquitectura genérica. Las maravillas en Age of Empires II: The Age of Kings son las siguientes:
| Civilización | Maravilla                                  |
| ------------ | ------------------------------------------ |
| Bizantinos.  | Basílica de Santa Sofía de Constantinopla. |
| Celtas.      | Iglesia de la Roca de San Patricio.        |
| Chinos.      | El Templo del Cielo.                       |
| Francos.     | Catedral de Chartres.                      |
| Godos.       | El Mausoleo de Teodorico.                  |
| Ingleses.    | Catedral de York.                          |
| Japoneses.   | Templo budista japonés Tōdai-ji.           |
| Mongoles.    | La Gran Yurta.                             |
| Persas.      | Taq-i Kisra.                               |
| Sarracenos.  | Minarete de la Gran Mezquita de Samarra.   |
| Teutones.    | Abadía de Santa Maria Laach.               |
| Turcos.      | La mezquita Azul.                          |
| Vikingos.    | Iglesia de madera de Borgund.              |

En las campañas aparecen además otras maravillas adicionales como la Cúpula de la Roca, la catedral de Aquisgrán, o las pirámides de Egipto.

## Tecnologías

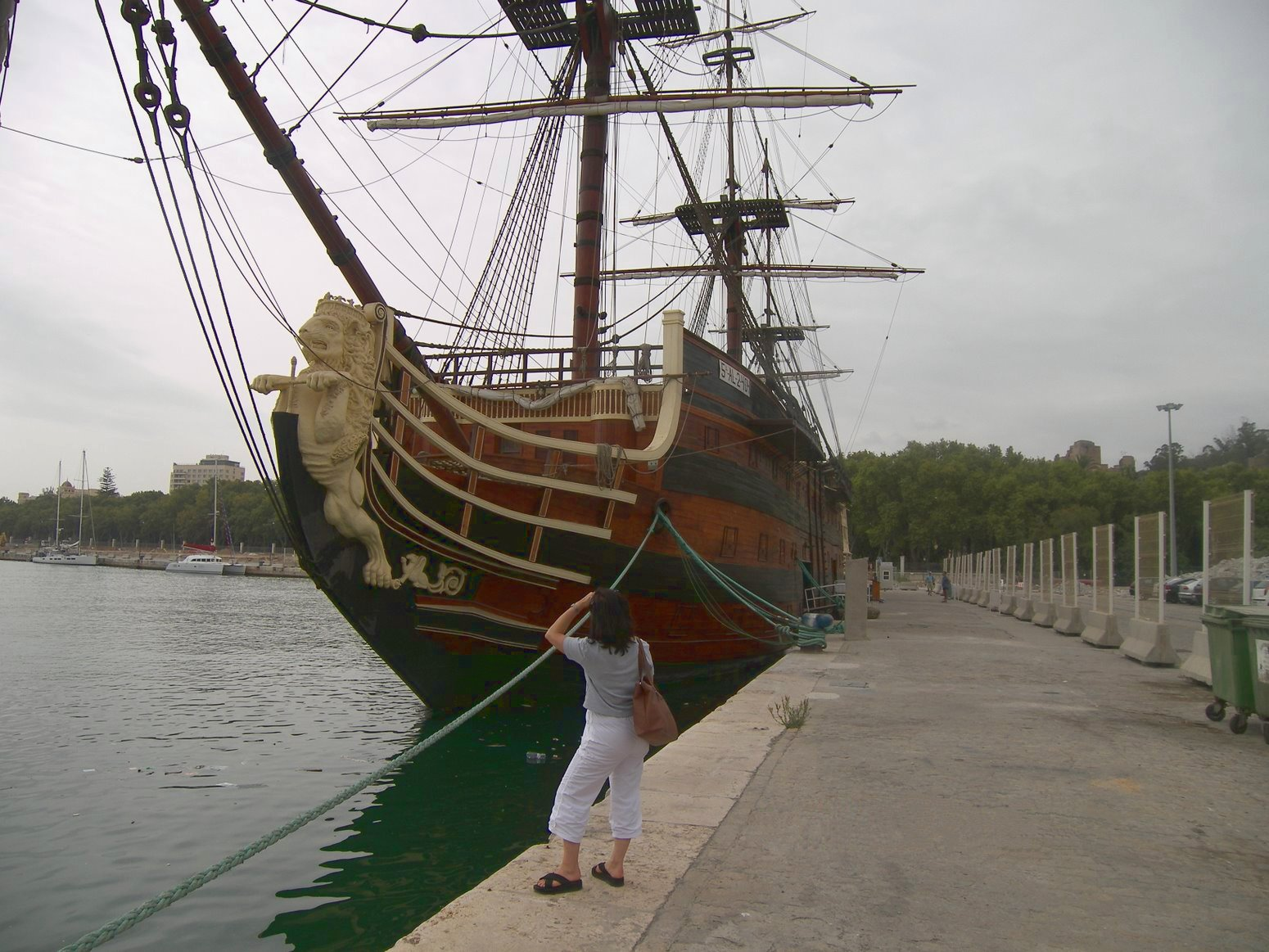
El galeón es una de las unidades marítimas incluidas en el videojuego. En los muelles se construyen este y otros tipos de barcos.

Age of Empires II: The Age of Kings tiene un árbol de tecnologías más avanzado y variado que el original Age of Empires. Para desarrollar una determinada tecnología, el jugador debe construir el edificio específico. Cada edificio ofrece una gama de tecnologías que pueden ser investigadas a cambio de recursos. A medida que el imperio avance, habrá nuevas tecnologías disponibles.
Las tecnologías pueden beneficiar a las unidades militares, a las unidades civiles e incluso a los edificios haciéndolos más poderosos. Las tecnologías varían enormemente en los beneficios y los costos.
El desarrollo de las tecnologías es imprescindible para que el imperio sobreviva y avance en el tiempo. El desarrollo del imperio abre acceso a nuevas tecnologías, cada vez más poderosas, y por ello, también más caras.

## Economía

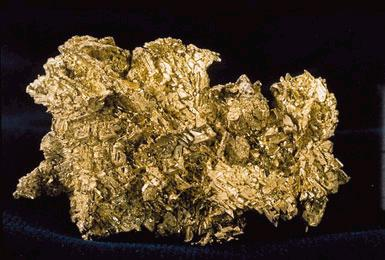
El oro es una de las materias primas importantes del videojuego. Se utiliza para avanzar de época, entrenar unidades, desarrollar tecnologías, etc.

En Age of Empires II: The Age of Kings, los recursos naturales juegan un papel importante en el juego como su predecesor. Las materias primas son la base para forjar el imperio que desarrolla el jugador. Hay cuatro materias fundamentales en el juego: oro, alimentos, piedra y madera.

### Recursos
El oro es muy usado en el juego para desarrollar tecnologías, entrenar unidades militares y comerciar con otros recursos. También es utilizado para la construcción de las maravillas, y se obtiene mediante la explotación de la minera, guareciendo reliquias o creando rutas comerciales.
Otra materia prima importante en el juego es la madera. Con ella se construyen todos los edificios y se emplea para entrenar a algunas unidades militares, barcos y armas de asedio. La madera se extrae de la tala de árboles.
La tercera materia importante en el juego es la comida, que se emplea para entrenar aldeanos, unidades militares y para desarrollar ciertas tecnologías. El alimento se obtiene con la agricultura, cogiendo bayas, el pastoreo, la caza y la pesca.
Y por último está la piedra, con la cual el jugador puede construir poderosos castillos, torres defensivas, murallas y maravillas. La piedra se obtiene de las canteras.

### Comercio
Una manera de obtener oro es creando rutas comerciales con carretas de mercancías o urcas mercantes, enviándolas a mercados o muelles aliados, o incluso enemigos. La generación de oro será mayor cuanto más larga sea la ruta comercial.
En el mercado, se pueden intercambiar o comprar recursos por oro.

### Reliquias
Las reliquias son piezas especiales que están dispersas por el mapa, y solo pueden ser recogidas por los monjes. Una vez guarecida dentro de un monasterio, la reliquia genera pequeñas pero constantes cantidades de oro para la civilización que la posea.
Cuantas más reliquias controle un jugador, más oro obtendrá de ellas.
Si un monasterio es destruido, el jugador pierde el control de las reliquias que se guarecían en su interior, y éstas pueden ser robadas por el enemigo. En una partida estándar, si un jugador o alianza de jugadores controlan todas la reliquias del mapa, generalmente 5, durante un tiempo determinado (400 años), ganan la partida.

## Entorno gráfico

### Mapas
En Age of Empires II: The Age of Kings hay una gran variedad de mapas que el jugador tiene la opción de escoger. El título cuenta con un motor que genera mapas aleatoriamente, por lo que cada partida cuenta con un mapa totalmente distinto. En la configuración del juego, los mapas disponibles son: desierto, bosque, selva negra, islas, Escandinavia, entre otras opciones. También el usuario puede escoger el tamaño del mapa, al igual que otras opciones.
A pesar de que el área de juego incluye acantilados y montañas, estas adiciones en realidad no representan los cambios en la altura de la tierra. En lugar de ello, solo representan un obstáculo en torno a la cual las unidades deben moverse. Sin embargo, las unidades verán disminuida su velocidad al subir colinas. Del mismo modo, los edificios no son realmente construidos en tierra llana, se trata simplemente de una ilusión de altura.

### Editor de escenarios
Age of Empires II: The Age of Kings incluye un editor de escenarios. El programa es similar al de Age of Empires, en el que los jugadores pueden crear misiones personalizadas y campañas. La mayor diferencia entre este nuevo editor con el editor del Age of Empires es el uso de los desencadenadores. Estos se utilizan para realizar acciones una vez que se cumplen las condiciones.
Por ejemplo, un jugador puede crear un desencadenador para declarar la victoria tan pronto como un edificio o unidad sea visible. Un jugador puede crear desencadenadores que requieran que se cumplan varias condiciones y realicen múltiples acciones. Por ejemplo, que al matar ciertos soldados haga cambiar la pertenencia de un edificio a otro jugador, así como aumentar los puntos de resistencia del edificio. Hay una gran variedad de posibilidades. Para utilizar los factores desencadenantes en el editor, se crea un nuevo desencadenador y se asigna una condición y un efecto de la lista. De vez en cuando hay variaciones a cuántos soldados pueden ser asignados a factores desencadenantes. Por ejemplo, si un jugador quiere enviar 6 soldados a patrullar, a veces solo se puede seleccionar un desencadenador para un soldado, teniendo que crear, por lo tanto, un desencadenador para cada uno, mientras que otras veces los seis pueden ser seleccionados al mismo tiempo.
Otra característica distintiva del editor de mapas es la opción de agregar más detalles ambientales en el mapa, tales como agregar puentes, montañas, construcciones, caminos de piedra, maravillas únicas (como las pirámides de Egipto), estandartes de guerra o algunas banderas. Cuando se crea un nuevo mapa personalizado, el jugador puede apoyarse con el generador de mapas aleatorio, con el fin de ahorrarse tiempo en la elaboración de recursos, animales y relieve.
Microsoft organizó un concurso al año siguiente del lanzamiento del juego para premiar el mejor mapa ambientado en la era de Carlomagno. Los 10 mapas finalistas fueron escogidos cada uno como los mejores en sus respectivas páginas.

### Inteligencia artificial y mapa aleatorio
El usuario puede personalizar el contenido de los mapas aleatorios del juego, incluso puede mejorar la inteligencia artificial del juego, gracias a la documentación técnica que provee el disco compacto.

## Sonido
Las siguientes pistas aparecen en el CD-ROM del juego, y se encuentran listadas según el orden de reproducción. Estas pistas no están separadas en sí, sino que forman parte de una pista única, con pequeñas transiciones. Los nombres y los tiempos dados aquí son tomados de los CD Music From The Ages y More Music From The Ages, dos CD de audio con las pistas de sonido de Age of Empires II: The Age of Kings y de la expansión Age of Empires II: The Conquerors. Estos CD usualmente solo se pueden obtener como premios en competiciones organizadas por Ensemble Studios.
1. «Shamburger» (3:25).
2. «I Will Beat On Your Behind» (2:58).
3. «Drizzle (Firelight Smoove Mix)» (2:40).
4. «Machina del Diablo» (3:00).
5. «T Station» (3:13).
6. «Bass Bag» (3:10).
7. «Ride, Lawrence, Ride!» (2:53).
8. «Smells Like Crickets, Tastes Like Chicken» (3:01).
9. «Operation: Monkey» (3:26).
10. «Tazer» (2:55).

En Age of Empires II: The Age of Kings hubo una considerable mejora en la animación de las voces de los personajes. Cada civilización dispone de unas pequeñas palabras que corresponden a su idioma, y que son pronunciadas por sus unidades. Por ejemplo, en los ingleses se aprecian algunas palabras como hunter (cazador) y yes? (¿si?), a diferencia de Age of Empires, donde no había ninguna diferenciación de voces en cada cultura. El Age of Empires II: HD Edition (remasterización del AOK) tiene todas las pistas de sonido del Age of Empires II: The Age of Kings y de la primera expansión Age of Empires II: The Conquerors. Y el Age of Empires II: Definitive Edition (remasterización definitiva del HD Edition) tiene remasterizada todas las pistas de sonido existentes.

## Expansiones y reediciones

### Age of Empires II: The Conquerors
Age of Empires II: The Conquerors Expansion es la primera expansión de Age of Empires II: The Age of Kings. Se inicia en el mismo contexto histórico, pero da un pequeño paso más en la historia al introducir 5 nuevas civilizaciones, que por primera vez hay civilizaciones americanas (mayas y los aztecas), además de otras tres civilizaciones (españoles, hunos y coreanos). Esta expansión mantiene el mismo guion en su desarrollo tanto económico como militar, pero introduce algunas mejoras en la IA (inteligencia artificial) de algunas unidades que ayudan a tener más tiempo para plantear una estrategia, añade 4 nuevas campañas, y más contenido tiene. En esta expansión se logró ampliar la dinámica y las posibilidades del juego. Ésta expansión fue lanzada el 24 de agosto de 2000 en los Estados Unidos.

### Age of Empires: Collector's Edition
En esta edición incluye los juegos Age of Empires, Age of Empires II: The Age of Kings, y sus expansiones Age of Empires: The Rise of Rome y Age of Empires II: The Conquerors. Fue lanzado el 10 de diciembre de 2000.

### Age of Empires II: Gold Edition
Age of Empires II: Gold Edition es un paquete especial de dos discos que incluye Age of Empires II: The Age of Kings y Age of Empires II: The Conquerors Expansion. Su fecha de lanzamiento fue el 24 de agosto de 2001 en los Estados Unidos y el 27 de septiembre de 2001 en España. Esta edición especial conserva la misma temática del juego original. También hay otros paquetes similares que fueron lanzados después, que incluyen la versión Age of Empires y su expansión Age of Empires: The Rise of Rome.

### Age of Empires: The Age of Kings

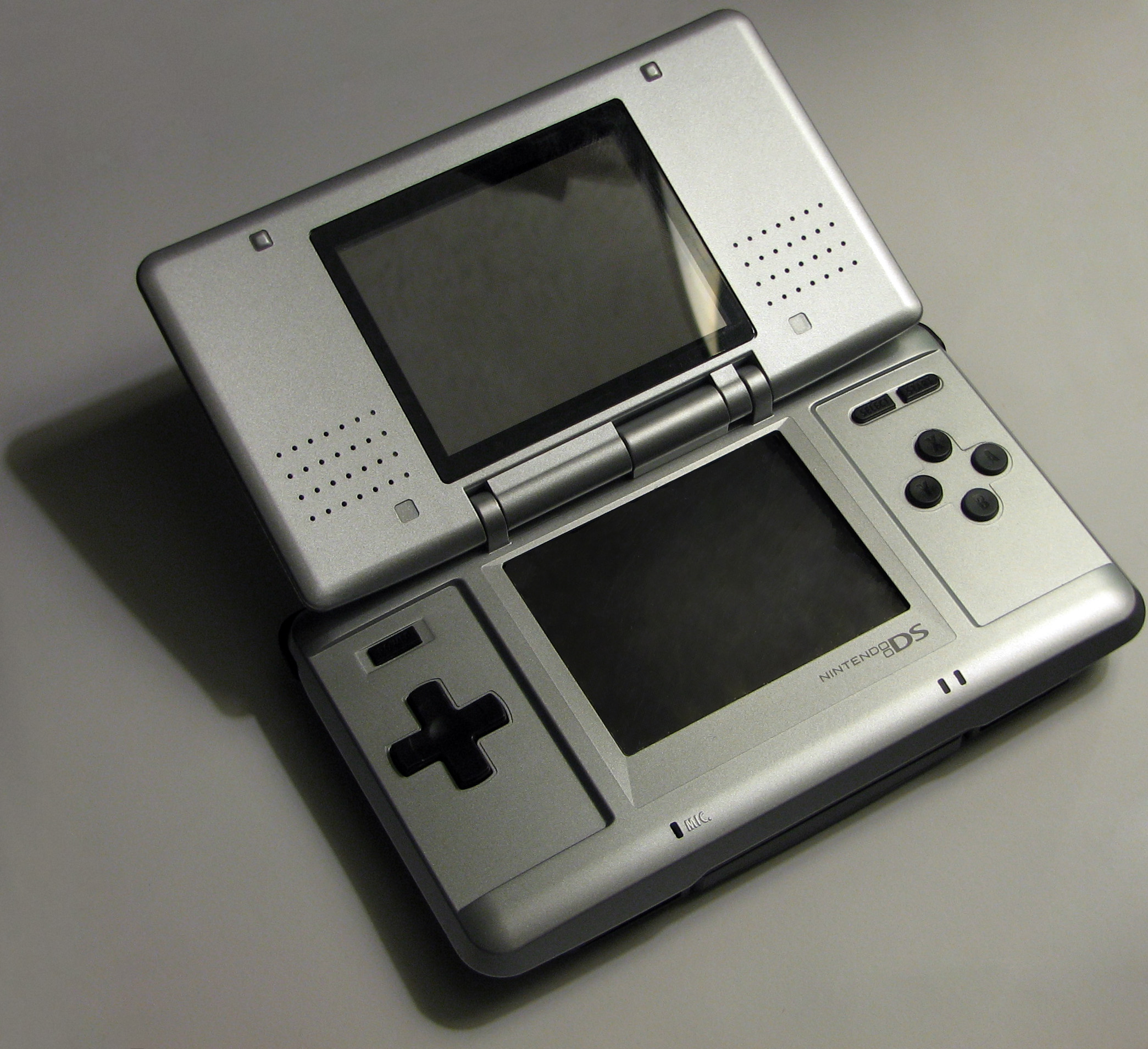
Consola Nintendo DS, plataforma para la que se diseñó también Age of Empires: The Age of Kings y Age of Empires: Mythologies.

Otra versión alterna, Age of Empires: The Age of Kings, es un videojuego desarrollado por Blackbone Vancouver y distribuido por Majesco para la videoconsola Nintendo DS. El 19 de marzo de 2005, el juego fue anunciado y ese mismo año fue presentado en la E3. En el evento se presentaron algunas imágenes de lo que iba a ser el juego. Debido a las limitaciones técnicas de la consola, el juego fue adaptado de estrategia en tiempo real a la acción táctica por turnos, sin embargo, el juego mantuvo las bases del juego original.
Age of Empires: The Age of Kings ofrece cinco civilizaciones a escoger (franceses, sarracenos, japoneses, mongoles e ingleses), cada una tiene su modo campaña entre cinco o seis misiones cuyos argumentos están centrados en un personaje histórico: Juana de Arco, Ricardo Corazón de León, Saladino, Gengis Kan y Minamoto no Yoshitsune. Por otro lado, hay tres tipos de unidades: las de ataque, los aldeanos y los héroes de cada civilización. En el juego existen dos modos de juego principales: individual y multijugador, dividido el primero en campaña (con más de treinta horas de juego) y mapa libre; y el segundo en wireless (hasta cuatro jugadores con solo un cartucho) y hot seat (en la misma portátil).

### Otras plataformas
Tres años después del lanzamiento de Age of Empires II: The Age of Kings para la PC, Konami desarrolló una versión para la videoconsola PlayStation 2. Esta versión es similar al original con la diferencia que el juego no cuenta con un editor de escenarios. Sin embargo, Age of Empires II: The Age of Kings conserva la misma temática: recolectar recursos para poder edificar nuevos edificios y entrenar unidades militares para conquistar enemigos. El juego fue lanzado el 16 de noviembre de 2001 en Europa.
A finales de 2005, Microsoft y Movistar lanzaron una versión de Age of Empires II para teléfonos móviles. Esta distribución fue lanzada para los móviles que pueden conectarse vía Internet. Esta versión es similar a la que apareció en los ordenadores. Vendió más de 16 millones de unidades en todo el mundo. La ubicación temporal del juego se da en cuatro lapsos históricos, y los jugadores deben conseguir y gestionar recursos, construir castillos, puestos fronterizos, y guiar dos civilizaciones, entre otras actividades.
Peter Tamte, cofundador de Bungie, desarrolló una versión de Age of Empires II para Mac OS X. El juego conserva las mismas características del juego de PC, incluso se desarrolló también su expansión, con la única diferencia de que Mac es de un solo botón, es decir, no tiene secundario.

### Modpacks
Desde su lanzamiento, se ha creado una comunidad de jugadores y usuarios en torno a este juego bastante numerosa que ha llegado incluso a introducir, siempre sin oficialidad alguna, cambios y variaciones tanto en los gráficos como en la mecánica del juego, los llamados modpacks. Principalmente Age of Empires II: The Age of Kings tiene dos mods bastante elaborados: Age of Chivalry: Hegemony en el que todas las civilizaciones originales se transforman en naciones europeas de la Alta Edad Media, y Tales of Middle Earth, ambientado en la atmósfera fantástica de El Señor de los Anillos.
A finales del 2012 se lanzó además Age of Empires II: The Forgotten Empires, un mod de una expansión no oficial. Este incluye mejoras, especialmente en el campo del balance y de la inteligencia artificial, se añadieron 5 civilizaciones más, unidades nuevas, etc. Las civilizaciones nuevas son: incas, italianos, eslavos, indios y magiares. Este mod ha servido de base para el desarrollo de la segunda expansión oficial: Age of Empires II: The Forgotten.

### Age of Empires II: HD Edition
En febrero de 2013 Microsoft anunció una nueva versión del Age of Empires II: The Age of Kings junto a su expansión Age of Empires II: The Conquerors para Steam en una versión remasterizada en HD, capaz de ejecutarse en una resolución de 1080p, aumento de colores, mejores sombreados, otros efectos adicionales, etc. El juego está disponible desde el 10 de abril de 2013.

### Age of Empires II: The Forgotten
A la versión en HD se le añadió la segunda expansión del juego denominada Age of Empires II: The Forgotten, derivada del mod no oficial Age of Empires II: The Forgotten Empires, incluyendo así mejoras como las 5 nuevas civilizaciones importantes que son los incas, eslavos, italianos, indios y magiares. Ahora todas las civilizaciones cuentan con dos tecnologías únicas e incorporan 7 nuevas campañas: Alarico I rey de los visigodos, Francesco Sforza, Bari, Vlad Drácula, El Dorado, Prithviraj y Batallas de los olvidados, y más contenido. La segunda expansión fue lanzada el 7 de noviembre de 2013.

### Age of Empires II: The African Kingdoms
Se trata de la tercera expansión del Age of Empires II: HD Edition. Añade 4 nuevas civilizaciones y por primera vez del continente africano que son tres: malíes, etíopes y bereberes. Junto a ellos, debutan los portugueses.
Aparecen nuevos animales como leones, avestruces y cebras, también nuevos mapas, 4 nuevas campañas, un nuevo modo de juego que se llama Muerte súbita, nuevas tecnologías, etc. Esta expansión salió en la plataforma Steam el 5 de noviembre de 2015.

### Age of Empires II: Rise of the Rajas
La cuarta expansión del Age of Empires II: HD Edition salió en la plataforma Steam el 19 de diciembre de 2016. Está ambientada en el Sudeste Asiático y agrega 4 nuevas civilizaciones: birmanos, jemeres, malayos y vietnamitas. También agrega 4 nuevas campañas, nuevos mapas, una IA mejorada, una nueva unidad genérica: el elefante de combate, disponible para todas y cada una de las nuevas civilizaciones de esta expansión, etc.

### Age of Empires II: Definitive Edition
El 21 de agosto de 2017 en Gamescom, Microsoft anunció que estaba en desarrollo la remasterización titulado Age of Empires II: Definitive Edition. El 9 de junio de 2019, Microsoft reveló el avance del juego en Xbox E3 2019. El juego agrega todo el contenido del Age of Empires II: HD Edition y todas sus expansiones, e introdujo muchas novedades nuevas y de serie la expansión The Last Khans que incluye 4 nuevas civilizaciones que son los tártaros, cumanos, búlgaros y lituanos, 4 nuevas campañas (una de ellas no es de la expansión pero igual es del Definitive Edition y trata de un tutorial avanzado), nuevos gráficos 4K Ultra HD, toda la música remasterizada, etc. El juego llega por su 20.º aniversario a Xbox Game Pass para PC, Microsoft Store y Steam el 14 de noviembre de 2019.

### Age of Empires II: Definitive Edition - Lords of the West
El 26 de enero de 2021 lanzaron la sexta expansión en total y la primera expansión de pago del Age of Empires II: Definitive Edition. Esta expansión añade 2 nuevas civilizaciones que son los borgoñones y sicilianos, 3 nuevas campañas, etc. La expansión se centra en el Mediterráneo y en la Europa Occidental o del oeste.

### Age of Empires II: Definitive Edition - Dawn of the Dukes
El 10 de agosto de 2021 se lanzó la séptima expansión en total y la segunda expansión de pago del Age of Empires II: Definitive Edition. La expansión agrega 2 nuevas civilizaciones que son los tan esperados los polacos y también los bohemios, 3 nuevas campañas, etc. La expansión se centra en la Europa Central y en la Europa Oriental o del este.

## Recepción y crítica
Después de su lanzamiento, Age of Empires II: The Age of Kings recibió críticas positivas por el mejoramiento gráfico y su inteligencia artificial a comparación de su predecesor Age of Empires. GameRankings y Metacritic, sitios web que registran reseñas de videojuegos basados en otras puntuaciones para dar un promedio, dieron una puntuación de 92 a 100. Con una puntuación media de 92% en el GameRankings (tabla de mejores juegos), AoE2 fue señalado como el juego que revolucionó los juegos 2D RTS (juegos de estrategia en tiempo real en 2D). Algunas revistas de videojuegos han dado al título una calificación superior a ocho por su calidad gráfica y su capacidad multijugador. Sin embargo, las versiones posteriores que aparecieron en la PlayStation 2 y Nintendo DS, fueron criticadas negativamente por aspectos de poco innovador y pérdida de funciones del juego original.
Según el sitio de Game Revolution, «en casi todo aspecto Age of Empires II: The Age of Kings expande y perfecciona la ya probada fórmula Age of Empires. El juego contiene algunos molestos errores en lo que se refiere la inteligencia artificial y búsqueda de rutas, sin embargo en conjunto hay muy pocas cosas que se le pueden criticar a Age of Empires II: The Age of Kings». De acuerdo con Geoff Richards de Eurogamer «jamás jugó el juego original, sin embargo al encontrarse con AOK le encantó, todo era una sorpresa». GamePro, por su parte, expresa su inconformidad por la privatización de las colas, «¿por qué Ensemble Studios crearía la increíble técnica de la cola y luego privaría a las unidades navales de usarla? Pero en realidad esos son méritos difíciles, y por tanto lo hace uno de los mejores juegos de estrategia en tiempo real», expone Nash Werner. Mientras tanto IGN aprecia las nuevas habilidades que se les da a los aldeanos: «ahora ellos juegan un importante papel en la recolección de recursos, pero también en la defensa de la aldea, incluso en el combate».
Michael L. House, empleado de Allgame se divierte con las lenguas nativas de las civilizaciones, de las cuales se citan: «fue demasiado influyente en el desarrollo de la atmósfera de la era del prestigio». Eurogamer habla de lo mismo «los aldeanos reciben una personalidad, más del esperado reconocimiento en los juegos de RTS», también incluye que el uso de aldeanas provee una buena variedad. La revisión de Game Revolution explica que, por usar más de una época de la historia de la humanidad, hace que Age of Empires II: The Age of Kings sea «una personalidad adicional para, entre otras cosas, el estilo impersonal de juego». La aprobación de Computer and Video Games (CVG) se enfocó en comparaciones con su predecesor, mientras que Game Revolution anotó que incluso en las campañas, la narración histórica mantiene el interés del jugador. GameSpot por su parte, dice que la imagen que se muestra al seleccionar una unidad «hacen que te imagines como fue su vida, y su función en la historia», GameSpy agrega que AOK presenta «un realismo raramente visto en juegos de RTS». Los miembros de IGN argumentan que las fortalezas y debilidades de las diferentes civilizaciones hacen al juego más realista, el hecho de que las civilizaciones sean, en su mayoría, distintas, «desata el impacto del juego junto con StarCraft o Tiberian Sun al campo de batalla».